# 中野幡能
中野 幡能（なかの はたよし、1916年〈大正5年〉7月31日 - 2002年〈平成14年〉12月3日）は、日本の歴史学者。宇佐八幡宮の研究で知られる。

## 略歴
大分県宇佐生まれ。1943年東京帝国大学文学部宗教学科卒。大分県立教育研究所副所長、61年新設の大分県立芸術短期大学教授、68年「八幡信仰史の研究」で東京大学文学博士。83年定年退官、名誉教授。91年秋勲三等瑞宝章受勲。西日本文化賞受賞。

## 著書
- 『宇佐八幡宮史の研究 第1集』豊日史学会、1957 豊日史学叢書
- 『六郷満山の史的研究 くにさきの仏教文化』藤井書房、1966
- 『八幡信仰史の研究』吉川弘文館、1967 国立国会図書館書誌ID 000001093434
- 『八幡信仰史の研究　増補版』上　吉川弘文館　1975　オンデマンド版 2013年　ISBN　9784642042611
- 『八幡信仰史の研究　増補版』下　吉川弘文館　1975　オンデマンド版 2013年　ISBN　9784642042628
- 『柳ケ浦町史』柳ケ浦町史刊行会、1970
- 『古代国東文化の謎 宇佐神道と国東文化』新人物往来社、1974
- 『八幡文化の秘宝 宇佐・国東・臼杵』写真: 大崎聡明 新人物往来社、1976
- 『宇佐宮』吉川弘文館、日本歴史叢書 1985　ISBN　9784642066419
- 『八幡信仰』1985 塙新書
- 『宇佐神宮の研究』国書刊行会、1995
- 『宇佐八幡宮放生会と法蓮』岩田書院、1998
- 『八幡信仰と修験道』吉川弘文館、1998　ISBN　9784642075398。オンデマンド版 ISBN　9784642775397

### 編纂など
- 『英彦山と九州の修験道』編 名著出版、山岳宗教史研究叢書 1977
- 『筑前国宝満山信仰史の研究』編著 太宰府天満宮文化研究所、1980
- 『筑前国宝満山信仰史の研究』編著 名著出版、1980
- 『八幡信仰』編 雄山閣出版、民衆宗教史叢書 1983
- 『宇佐神宮史 史料篇』巻1-16 編纂 宇佐神宮庁、1984-2011
- 『神道大系 神社編 47 宇佐」校注 神道大系編纂会、1989
- 『神道大系 神社編 48 大宰府』校注 神道大系編纂会 1991
- 『盲僧』編 名著出版、歴史民俗学論集 1993
- 『八幡信仰事典』編 戎光祥出版、神仏信仰事典シリーズ 2002

## 関連文献
- 中野幡能「宇佐八幡宮と別府」『別府史談』第1巻、別府史談会、1987年12月、2-6頁、CRID 1050564287605961856、NAID 120001798247。